# 亞歷山德拉皇后山脈
亞歷山德拉皇后山脈（英語：Queen Alexandra Range）是南極洲的山脈，位於東部南極洲，全長約160公里，最高點是海拔高度4,528米的柯克帕特里克山，該山脈1在1907至1909年由英國探險隊發現。